# 曙光英雄
《曙光英雄》是由竞技世界（北京）网络技术有限公司开发的一款移动多人在线战斗竞技场游戏（MOBA），该游戏于2020年11月5日在安卓平台首发。
该游戏的经典游戏对局采用5V5团队竞技作战，并提供赛事体系冠军联赛和特色系统玩法。该游戏的英雄角色部分来自东西方历史与神话传说，部分为该游戏的原创英雄角色。

## 发行
2020年8月26日，《曙光英雄》开启删档测试。
2020年10月13日，《曙光英雄》开启不删档计费测试，不删档计费测试于2020年10月20日结束。
2020年11月5日，《曙光英雄》在安卓平台首发。